# 地獄少女 (漫画)
『地獄少女』（じごくしょうじょ）は、テレビアニメ『地獄少女』を原作とした永遠幸による日本の漫画作品（コミカライズ）。講談社『なかよし』で連載、『なかよしラブリー』で不定期掲載された。

## 概要
アニメ『地獄少女』の企画が停滞していた時期にスタッフが『なかよし』の編集者と知り合い、編集者側がアニメの企画内容に興味を持ったことからアニメ化に先立っての漫画化が決定し、『なかよし』2005年11月号から連載が開始された。ファンシーな少女たちが描かれる明るい作風の目立つ同誌において、連載作品陣では異彩を放ちつつも相応の人気を獲得し、連載開始時は奇数月のみ掲載の隔月連載を予定していたが、2006年1月号の第2話から毎月連載となった。
2008年9月号でアニメ第2期『地獄少女 二籠』までを原作とする第1部が完結。2008年11月号から2009年8月号まで引き続きアニメ第3期『地獄少女 三鼎』を原作とする新章『新・地獄少女』が連載されていた。2009年9月号からは続編として、漫画オリジナルで第1期・第2期と比べてギャグ要素が強くなった1話完結形式の『地獄少女R（リターンズ）』が、2013年4月号まで連載された。最終回掲載号の永遠のコメントによれば、当初はわずか3回の掲載予定だったが、結果的には7年におよぶ長期連載となった。
掲載誌やページ数に合わせ、設定や展開、また特に作画がアニメ版とは大きく異なる。アニメ版の切り絵のような太い線を使った簡素な絵柄に比べ、少女漫画らしい少女向きの絵柄であり、ストーリーにも一定の評価がある。シリーズ累計の売上は300万部を突破している。また、第1シリーズの第5巻以降は本編の単行本と同時に本作品の1編と、読者からの投稿を基に『地獄少女』本編と直接は関係の無い短編のホラー漫画を収録したアンソロジーコミック『地獄少女 閻魔あいセレクション 激こわストーリー』シリーズ（全13集）が連動して刊行されていた。『激こわストーリー』の完結後は、2012年8月より刊行されている後継のアンソロジー『本当にヤバイホラーストーリー』でも引き続き本作品の1編が掲載されている。
なお、タイトルが類似している日野日出志の漫画作品『恐怖 地獄少女』は、本作品とは無関係である。

## アニメ版との相違点
アニメ版に比べ、漫画版は以下のような相違がある。

### 設定
- 柴田親子が登場していない（後述の番外スペシャル4コマでは登場。本編では「真実の地獄少女」の著者として一の名前だけが出てくる）。
- アニメ版にある第1期・第2期（二籠）の区別がない（あいの過去の話も前後のエピソードには関わらない）。きくりは第16話から登場。
- 初期はあいが学生として学校にいることが多かった（漫画版作者が構想した初期の裏設定では、あいが人の怨みを感じ取ると、その学校に生徒に成り済まして潜入するとのこと）。そのため、三藁が下調べをすることは少ない。
- 原作に沿った話もあるが、アニメ版にはないオリジナルストーリーが中心である。
- 少女漫画であるため、エピソードの主人公（主に依頼者）はほとんど中高生の少女に限定されている。これに伴い、アニメ第2期「二籠」のキーパーソンである紅林拓真の年齢がアニメ版より若干、引き上げられて中学2年生になっている。
- 御影ゆずきの髪はアニメでは茶色だが、漫画ではブロンドになっている。制服もブレザーではなく、セーラー服である（ただし、新連載予告ではブレザーになっていた。また、ゆずきのイラストの付いた付録では髪の色が茶色になっている）。

### 描写
- あいの決め台詞が微妙に違う。「溺れし」は「溺るる」、最後は「いっぺん……死んでみる?」と、ひらがな表記となっている。
- あいの表情が若干豊かで、雰囲気もやや大人っぽい。
- あいが制服、着物姿以外で依頼者の前に現れることもある（制服もアニメ版のようにセーラー服と限定されておらず、ブレザーなど現代的なデザインである場合も多い）。
- あいの自宅にあるパソコンが、旧型マッキントッシュではなく一般的なスリム型デスクトップパソコンである。
- 地獄流しのシーンがかなりソフトな表現になっていることも多いが、アニメ版並に残酷な描写を入れる話もある。

### 途中から変更された設定・描写
- 第1・2話（および「激こわストーリー」描き下ろし部分）以降は、あいの祖母や自宅はあまり描かれない。
- 第2話までは、あいの右手の数珠に鈴が無い（音も「ジャラッ」と鳴るのみ）。
- 第6話までは、地獄通信に相手の名前を書き込んだ後、あいはすぐに現れない（それ以降はすぐに現れている）。
- 最初は口頭で契約を交わしていたが（単行本1巻のみ）、途中から迷っている相手にはアニメ同様藁人形を手渡している（それ以降は毎回藁人形を使って契約している）。
- アニメやドラマでは必ず、裁きを与えてから決め台詞が入るが、漫画では裁きの前に決め台詞を言うことがある（主に単行本1巻）。
- 初期は決め台詞にある「魂」の振り仮名が「たま」ではなく「たましい」であった（単行本では「たま」に直されている）。
- 初期はアニメ版と比べても勧善懲悪的な作風だった。
- カラーイラストでは、きくりの瞳もあいと同じく赤系統の色であったこともある。

なお、以上に挙げた相違点の内のいくつかの原因については、作者が単行本で、アニメ第1話を見る前に描いたためと発言している。

## 地獄少女番外スペシャル4コマ
『地獄少女番外スペシャル4コマ』は、『地獄少女』単行本2巻以降に収録されている4コマ漫画。『なかよし』に番外編『がんばれ! あいちゃん』として掲載されたものと、アニメに関連してDVDのライナーノートなどに描かれたものがある。あいが依頼を受けて標的を地獄へ流すという基本設定は同じだが、内容はギャグに徹しており、登場人物も3 - 4頭身のギャグ調の絵にディフォルメされていて、表情が極端に崩されることもあり、三藁も輪入道はイジられキャラ、骨女はあいとライバル、一目連はツッコミなど本編とはかなり違うキャラへと変貌してしまっている。『がんばれ! あいちゃん』においては、あいは仕事がもっぱら夜中専門のために朝に弱く、学校や依頼人のもとへたびたび遅れてやって来る、地獄少女（じごくしょうじょ）ならぬ遅刻少女（ちこくしょうじょ）と設定されている。ライナーノートなどの掲載分はアニメ設定に基いているため、漫画本編では父・一が書籍「真実の地獄少女」の著者として名前のみ登場する柴田親子も登場している。

## 各話タイトル

### 地獄少女
第1話 夕闇の彼方より
『なかよし』2005年11月号 依頼者【清水まり】 ターゲット【早瀬さつき】
第2話 甘い罠
『なかよしラブリー』2005年秋の号 依頼者【由香】 ターゲット【森崎】
第3話 堕ちたアイドル
『なかよしラブリー』2006年冬の号 依頼者【黒川さくら】 ターゲット【松島薫】
第4話 聞こえぬ叫び声
『なかよし』2006年1月号 依頼者【純子】 ターゲット【本条】
第5話 あぶない課外授業
『なかよし』2006年2月号 依頼者【鈴木優】 ターゲット【矢崎】
--ここまで単行本1巻に収録
第6話 銀盤の影
『なかよし』2006年3月号 依頼者【斉藤えり】【石塚マリエ】 ターゲット【佐伯あずさ】（2人が同じ人を地獄送りにした）
第7話 家族
『なかよし』2006年4月号 依頼者【千晶】 ターゲット【西條百合絵】
第8話 いびつな愛
『なかよし』2006年5月号 依頼者【つかさ】 ターゲット【長澤ユウキ】（主役・佐々木茗）
第9話 迷い猫
『なかよし』2006年6月号 依頼者【麻紀】 ターゲット【高峰】
第10話 トモダチ
『なかよし』2006年7月号 依頼者【吉川あずさ】 ターゲット【関根瞳】
番外スペシャル4コマ
『なかよし』2006年5月号・DVD第1巻 - 第5巻
--ここまで単行本2巻に収録
第11話 暗闇のアルバイト
『なかよし』2006年8月号 依頼者【藤井まゆ】 ターゲット【中谷】
第12話 偽りのテスト
『なかよし』2006年9月号 依頼者【小島さおり】 ターゲット【早坂正臣】
第13話 裏切りの恋
『なかよし』2006年10月号 依頼者【加奈】 ターゲット【ゆかり】
番外編 かりぬい
『なかよしラブリー』2006年９月号　依頼者【莉絵】　ターゲット【柴田仙太郎】　（莉絵が途中で地獄流しをやめるよう頼んだ）
番外編 さくらうた
単行本描き下ろし
番外スペシャル4コマ
『なかよし』2006年9月号・DVD第7巻 - 第8巻
--ここまで単行本3巻に収録
序章
単行本描き下ろし
第14話 悲しみの旋律
『なかよし』2006年11月号 依頼者【相原結】 ターゲット【父親】
第15話 仔犬のワルツ
『なかよし』2006年12月号 依頼者【菜々】 ターゲット【ボランティアのおばさん】
第16話 美しき友情
『なかよし』2007年1月号 依頼者【富田】 ターゲット【北野シホ】（主役・渡辺真琴）
第17話 偽地獄通信
『なかよしラブリー』2007年冬の号 依頼者【林晃子】 ターゲット【落合（西川）】（主役・白石早苗）
番外スペシャル4コマ『二籠』製作発表会・『二籠』DVDBOX第1巻
きくり日記
単行本描き下ろし
--ここまで単行本4巻に収録
第18話 笑顔のアイドル
『なかよし』2007年2月号 依頼者【吉井歩】 ターゲット【雅絵】
第19話 地獄へのたより
『なかよし』2007年3月号 依頼者【新田恭子】 ターゲット【北村征次郎】（主役・大塚千春）
第20話 愛の日々
『なかよし』2007年4月号 依頼者【山崎有紗】 ターゲット【正木】
第21話 地獄からの願い
『なかよし』2007年6月号 依頼者【瑞穂】 ターゲット【佐藤秀夫】
番外スペシャル4コマ
『二籠』DVDBOX第2巻 - 第3巻
--ここまで単行本第5巻に収録
（話数なし） 女子の秘密
『なかよし』2007年5月号 依頼者【光】 ターゲット【矢野真悟】
--アンソロジー「地獄少女 閻魔あいセレクション 激こわストーリー」に収録
特別番外編 遅刻少女
『なかよし』2007年4月号
第22話 地獄への依頼
『なかよし』2007年7月号 依頼者 【上原あすか】ターゲット 【上原あすか（あいから地獄の幻覚を見て、学校の屋上から落ちそうになるが未遂）】
第23話 明るい夢
『なかよし』2007年8月号 依頼者【高嶋翠】 ターゲット【詐欺師の男】
スペシャル番外編
『なかよしラブリー』2007年夏の号依頼者【彩華】 ターゲット【借金取りの男】（警察に逮捕されたため、未遂）
第24話 恋の勝ち組
『なかよし』2007年9月号 依頼者/ターゲット【折原】契約した後死亡（原因は不明）ターゲット【古谷】 （主人公 / 依頼者ちなみ（折原を地獄に流そうとしたが先に折原が糸を解いた））
--ここまで単行本第6巻に収録
第25話 いらだちの瞬間
『なかよし』2007年10月号 依頼者【ななえ】 ターゲット【ムカつく先生】 / 依頼者【杏奈】 ターゲット【ななえ】
第26話 小さな後悔
『なかよし』2007年11月号 依頼者【環】 ターゲット【容疑者の男】 / 依頼者【辻】 ターゲット【父親】（環の説得と、父親の事故死により、断念）
第27話 ひまつぶし
『なかよし』2007年12月号 依頼者【椎名莉子】 ターゲット【桜井】
番外編 紙風船ふわり
（骨女の過去話）『なかよし』2月号増刊 『なかよしラブリー』 依頼者【泉】 ターゲット【トモキ】
--ここまで単行本7巻に収録
単行本はいずれもKCなかよしから発行されている通常版と、KCプレミアム扱いの特装版がある。特装版は表紙イラストが同一絵柄の色違いである・ピンナップと地獄あわせが同梱されているなどの違いがある。第1巻のみ限定特装版と銘打っていたが、実際には好評により増刷されている。ISBN情報は永遠幸の項目を参照。
第28話 あたたかな心
『なかよし』2008年1月号 依頼者【平山恵】 ターゲット【先輩】
第29話 アイドルの彼女
『なかよし』2008年2月号 依頼者【美緒】 ターゲット【悠一】
第30話 静かな湖畔
『なかよし』2008年3月号 依頼者【竹山】 ターゲット【柿沼ゆきの】
第31話 明るいクラスメイト
『なかよし』2008年4月号 依頼者【池田弥生】 ターゲット【宮平かれん】
第32話 自慢のお姉ちゃん
『なかよし』2008年5月号 依頼者【森頼子】 ターゲット【三木マリカ】/依頼者【森英子】ターゲット【森英子】
第33話 連鎖
『なかよし』2008年6月号
きくり日記
単行本描き下ろし
--ここまで単行本8巻に収録
第34話 彷徨（前編）
『なかよし』2008年7月号
第35話 彷徨（後編）
『なかよし』2008年8月号
第36話 あいぞめ
『なかよし』2008年9月号
番外編 湯けむり地獄、旅の宿
『なかよし』9月号増刊 『なかよしラブリー』
番外スペシャル4コマ
『二籠』DVDBOX第4巻
--ここまで単行本9巻に収録
作品はほとんどが1話完結だが、30話と33話は登場人物が同じでつながっている。
『なかよし』連載時と単行本では話数表記が異なる。『なかよし』では連載話数、『なかよしラブリー』では話数表記なし、単行本では『なかよしラブリー』掲載分を含めた通し話数になっている。ここでは単行本の表記に準じる。単行本2巻では、作者コメントが『なかよし』連載版に準じた話数で表記されている（単行本の表記より2話分少ない）。単行本4巻の作者コメントも、第17話「偽地獄通信」を雑誌掲載時と同じく番外編と表記している。

### 新・地獄少女
第1話 蝶の舞
『なかよし』2008年11月号 依頼者【平石逸子】 ターゲット【丹下英人】
第2話 いつまでもいっしょに
『なかよし』2008年12月号 依頼者【堀内みな子】 ターゲット【金澤卓】
第3話 将来の夢
『なかよし』2009年1月号 依頼者【三好】 ターゲット【中館知子】
第4話 じまんの姉
『なかよし』2009年2月号 依頼者【天野一花】 ターゲット【二葉の彼氏・ショウジ】（主役・天野二葉）
番外スペシャル4コマ
「地獄少女三鼎DVD 根暗新聞」 2009年1月28日号、2009年2月25日号
--ここまで単行本1巻に収録
第5話 グループのおきて
『なかよし』2009年3月号 依頼者【青木利沙】 ターゲット【チエミ】
第6話 かがやける生徒会
『なかよし』2009年4月号 依頼者【菅原亜美】 ターゲット【生徒会長】
第7話 六文灯籠
『なかよし』2009年5月号 依頼者【真山梓】 ターゲット【高杉秋恵】
第8話 蜉蝣
『なかよし』2009年6月号
番外スペシャル4コマ
「地獄少女三鼎 制作発表会パンフレット」
番外スペシャル4コマ
「地獄少女三鼎DVD 根暗新聞」 2008年12月17日号、2009年3月25日号
きくり日記
単行本描き下ろし
--ここまで単行本2巻に収録
第9話 ゆずき
『なかよし』2009年7月号、8月号 依頼者【高杉憲久】 ターゲット【真山梓】 → 【辻乃橋巧】(当初は、真山梓を流すつもりだったが最終的に断念。その後、梓が自身の父の仇である辻乃橋巧を刃物で刺しかけた際に憲久が巧を地獄に流した。)
特別編 夏色の記憶
『なかよしラブリー』2009年9月号増刊 依頼者【宮野ハル】 ターゲット【病院の先生】
特別編 塾の先生
『なかよしラブリー』2009年12月号増刊 依頼者【内田満】 ターゲット【千葉洋子】(最終的に断念) / 依頼者【千葉洋子】 ターゲット【内田満】(地獄へ流す前に自分自身が流されたため、未遂) / 依頼者【島津】 ターゲット【千葉洋子】
4コマ地獄少女
「地獄少女三鼎DVD 根暗新聞」 2009年4月22日号、2009年5月27日号、2009年6月24日号、2009年7月22日号、2009年8月26日号
--ここまで単行本3巻に収録

## 既刊一覧
通常版のコミックス（レーベルはなかよしKC）と同時に、『地獄少女R』7巻まではカバーが特殊印刷でアニメ版のカラーピンナップとトレーディングカード「地獄あわせ」が付いた特装版（レーベルはなかよしKCでなくKCプレミアム）も刊行されていた。
- 地獄少女
  1. 2006年1月25日 ISBN 4-06-364101-5
    - 限定特装版 ISBN 4-06-362052-2

  2. 2006年7月6日 ISBN 4-06-364114-7
    - 特装版 ISBN 4-06-362057-3

  3. 2006年10月6日 ISBN 4-06-364124-4
    - 特装版 ISBN 4-06-362066-2

  4. 2007年3月20日 ISBN 978-4-06-364138-7
    - 特装版 ISBN 978-4-06-362074-0

  5. 2007年7月20日 ISBN 978-4-06-364155-4
    - 特装版 ISBN 978-4-06-362089-4

  6. 2007年12月6日 ISBN 978-4-06-364168-4
    - 特装版 ISBN 978-4-06-362096-2

  7. 2008年3月19日 ISBN 978-4-06-364181-3
    - 特装版 ISBN 978-4-06-362103-7

  8. 2008年7月18日 ISBN 978-4-06-364191-2
    - 特装版 ISBN 978-4-06-362119-8

  9. 2008年10月6日 ISBN 978-4-06-364197-4
    - 特装版 ISBN 978-4-06-362122-8
- 新･地獄少女
  1. 2009年3月19日 ISBN 978-4-06-362133-4
    - 特装版 ISBN 978-4-06-362133-4

  2. 2009年7月17日 ISBN 978-4-06-362143-3
    - 特装版 ISBN 978-4-06-362143-3

  3. 2009年11月6日 ISBN 978-4-06-362152-5
    - 特装版 ISBN 978-4-06-362152-5
- 地獄少女R
  1. 2010年3月19日 ISBN 978-4-06-364256-8
    - 特装版 ISBN 978-4-06-362158-7

  2. 2010年8月6日 ISBN 978-4-06-364275-9
    - 特装版 ISBN 978-4-06-362168-6

  3. 2010年12月28日 ISBN 978-4-06-364290-2
    - 特装版 ISBN 978-4-06-362178-5

  4. 2011年4月6日 ISBN 978-4-06-364303-9
    - 特装版 ISBN 978-4-06-362187-7

  5. 2011年8月5日 ISBN 978-4-06-364313-8
    - 特装版 ISBN 978-4-06-362192-1

  6. 2011年11月4日 ISBN 978-4-06-364327-5
    - 特装版 ISBN 978-4-06-362199-0

  7. 2011年12月28日 ISBN 978-4-06-364332-9
    - 特装版 ISBN 978-4-06-362200-3

  8. 2012年4月27日 ISBN 978-4-06-364350-3
  9. 2012年8月6日 ISBN 978-4-06-364358-9
  10. 2013年2月6日 ISBN 978-4-06-364373-2
  11. 2013年7月5日 ISBN 978-4-06-364387-9
- アニメ小冊子つき 地獄少女 傑作選〜花鳥風月〜
  1. 2017年3月7日 ISBN 978-4-06-393163-1

  - 人気の高かった「堕ちたアイドル」「小さなころから」「いらだちの瞬間」「あこがれの人」「大正時代の恋人」の5作品を収録した傑作選。永遠とアニメ原案のわたなべによる対談やアニメ第4期「宵伽」の設定画を収録した小冊子が付属[3]。